# Vega station
Vega är en station på Stockholms pendeltågsnät,  belägen i kommundelen Vega inom Haninge kommun på Nynäsbanan. 
Stationen, som är belägen mellan stationerna Skogås och Handen, har en mittplattform. Biljetthallen ligger i stationens södra ände och förberedelser har gjorts för en entré även vid den norra änden.
Stationen har en vanlig vardag cirka 1 700 st påstigande resenärer. Omkring 90 parkeringsplatser för infartsparkering har anlagts och cykelparkering finns på båda sidor om järnvägsbron, mitt emot stationsentrén. Restid mellan Vega station och Stockholm City är cirka 25 minuter. På stationen finns en konstnärlig utsmyckning Flos Solis Maior av Ulla Fredriksson.
Vega station trafikeras även av ett antal av SL:s busslinjer.

## Historik

### Hållplatsen
Åren 1929–1973 fanns en hållplats med namnet Vega på den då enkelspåriga Nynäsbanan .

### Stationen
Bygget av stationen startades med ett officiellt första spadtag 5 maj 2015, med trafikstart 1 april 2019.

## Galleri

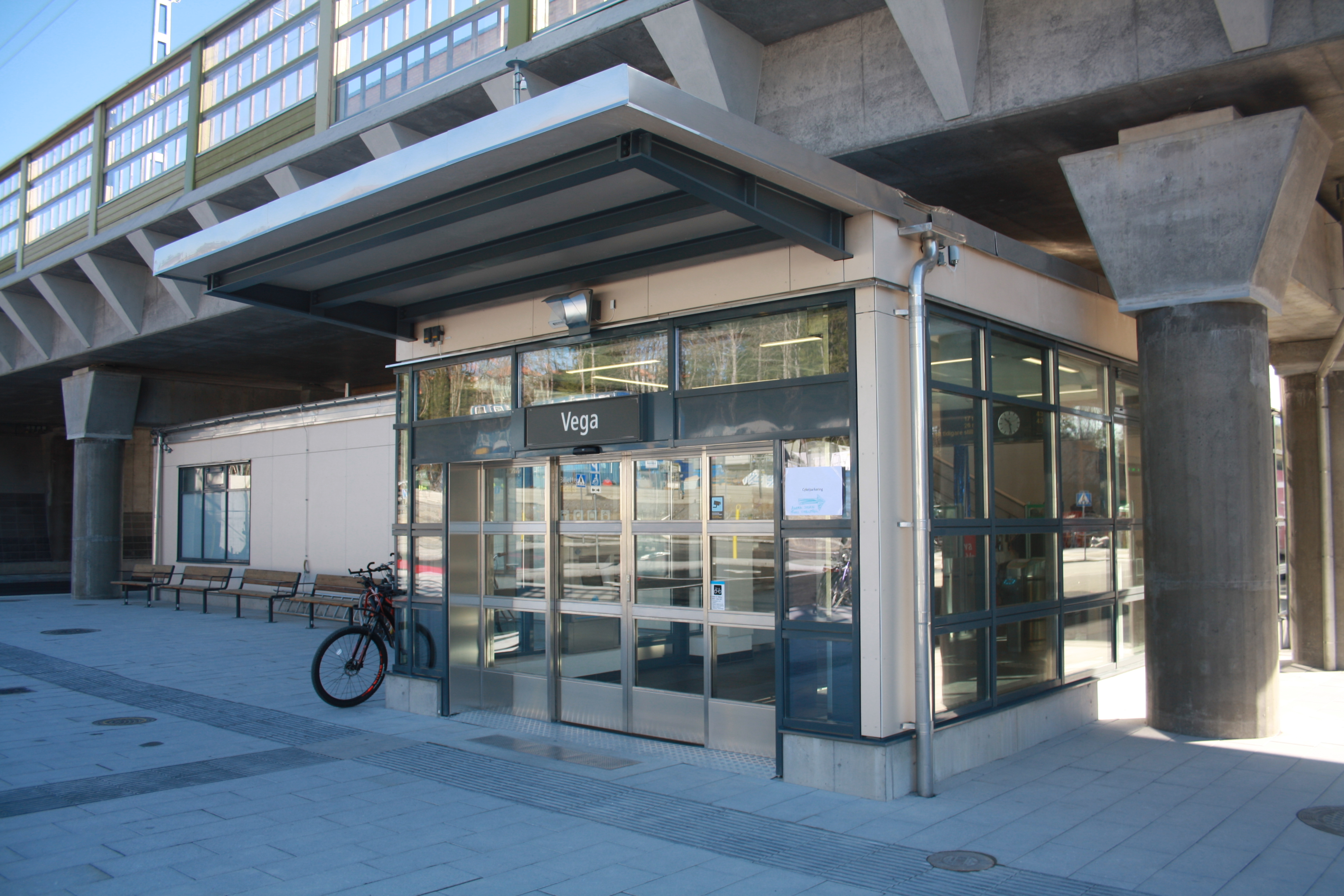
Ingång
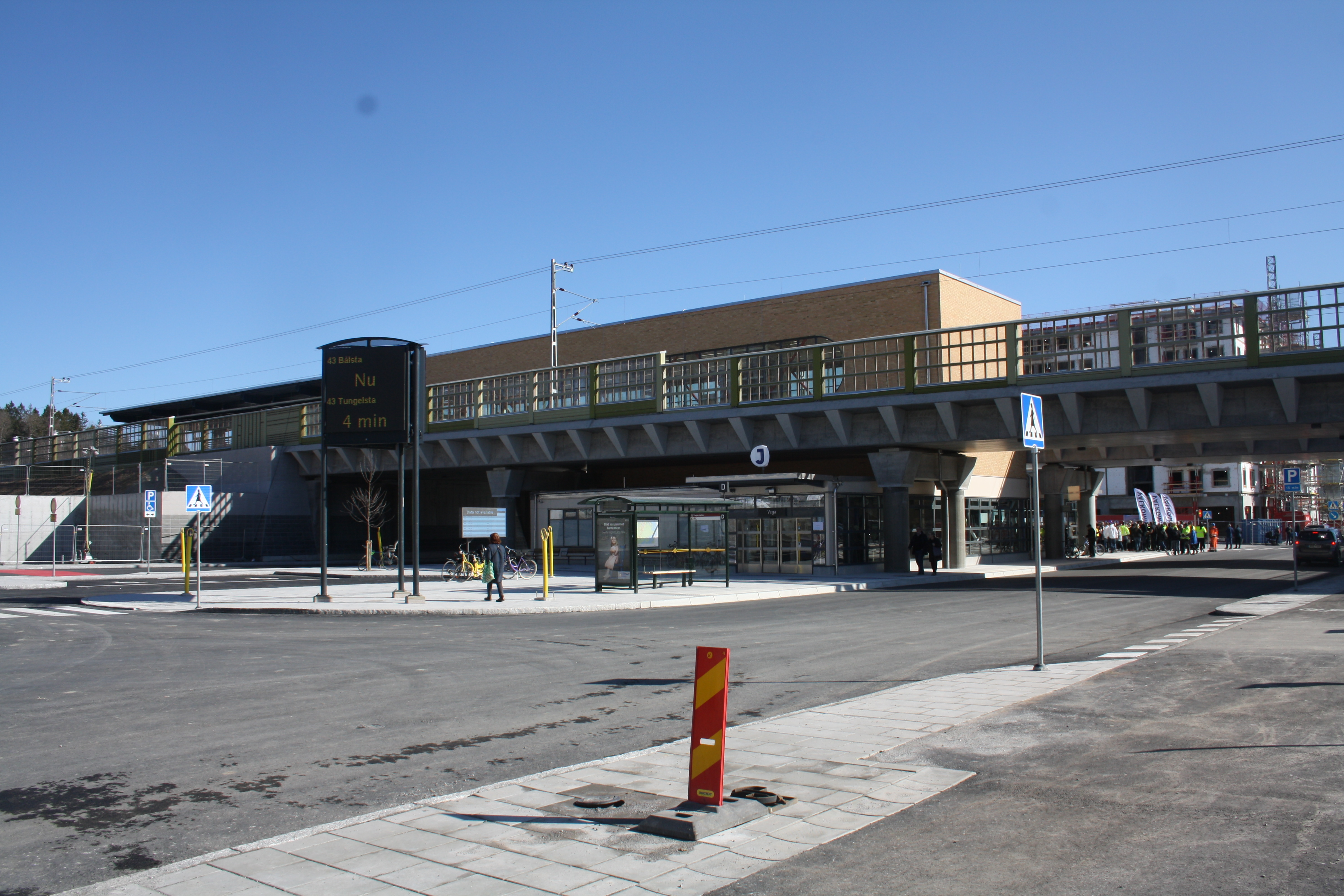
Stationsbyggnaden
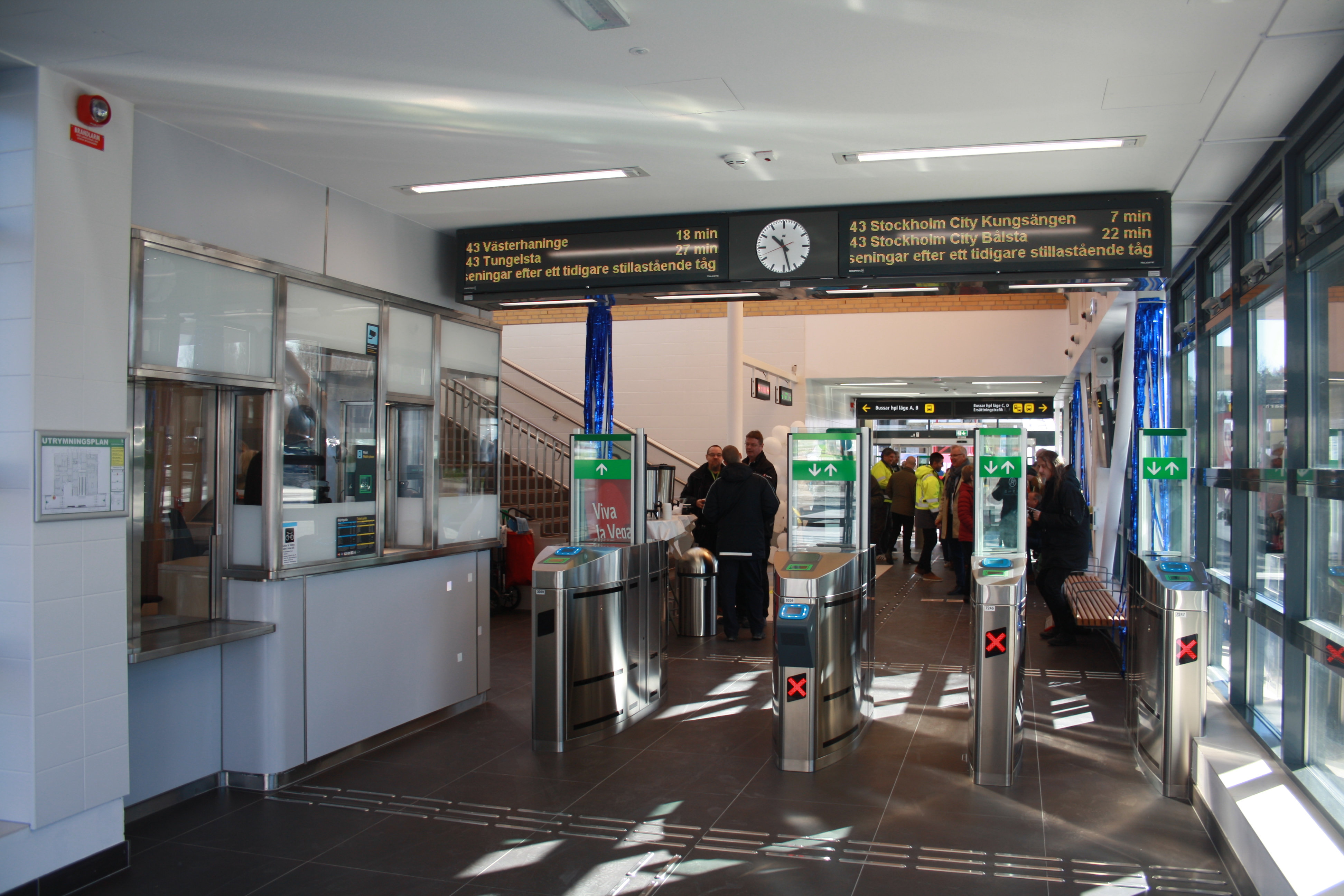
Biljetthallen
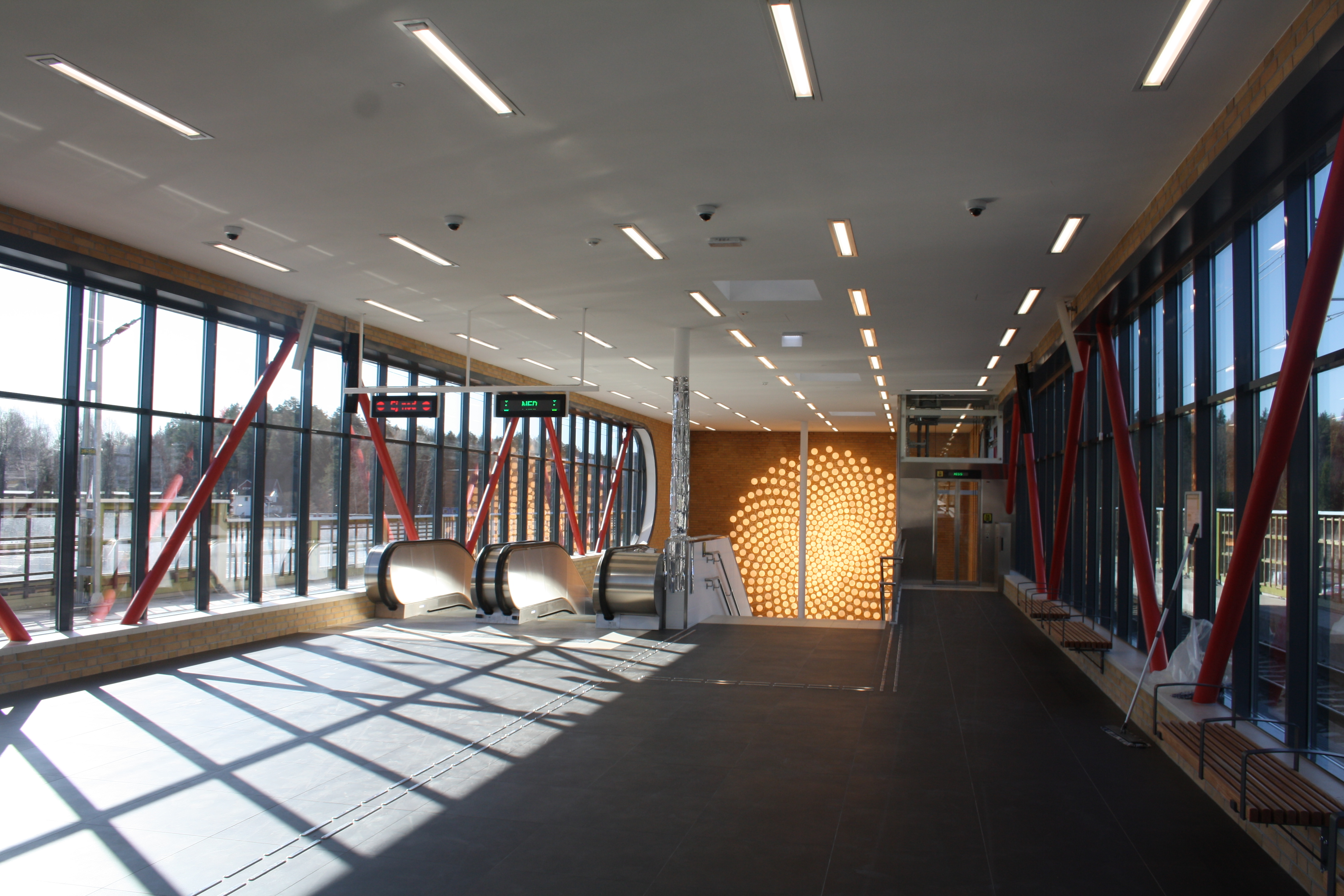
Vänthallen
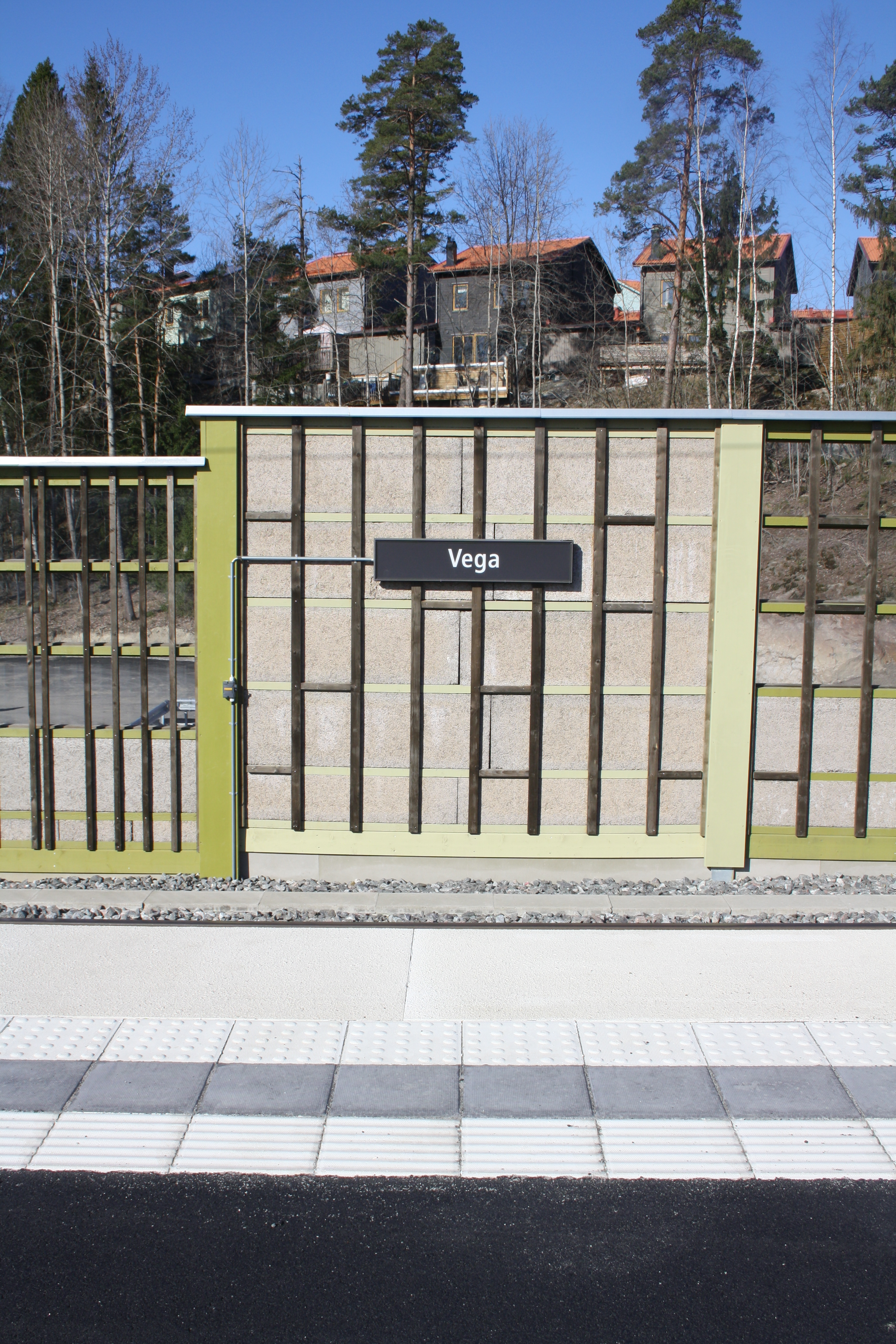
Stationsskylt
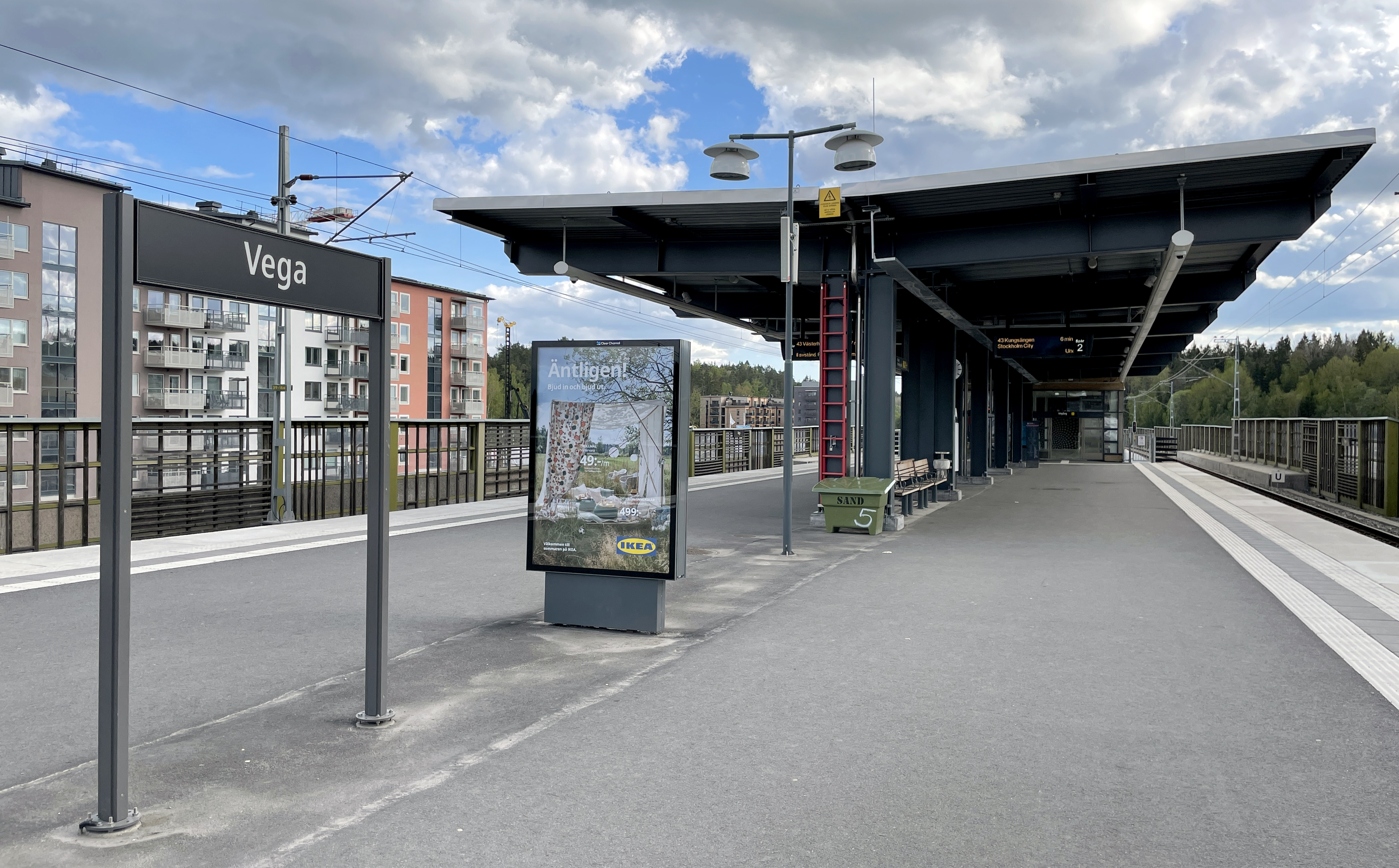
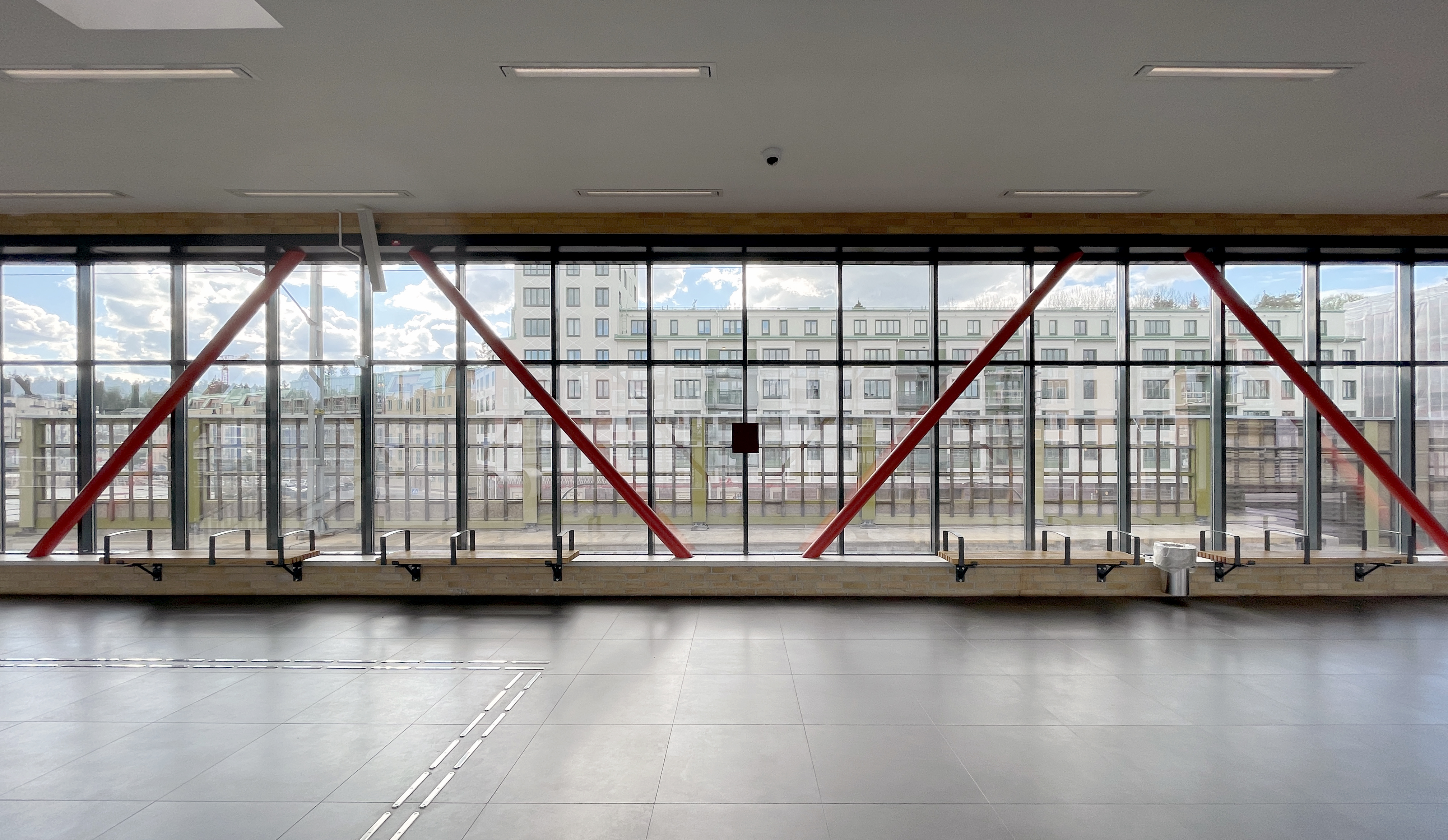
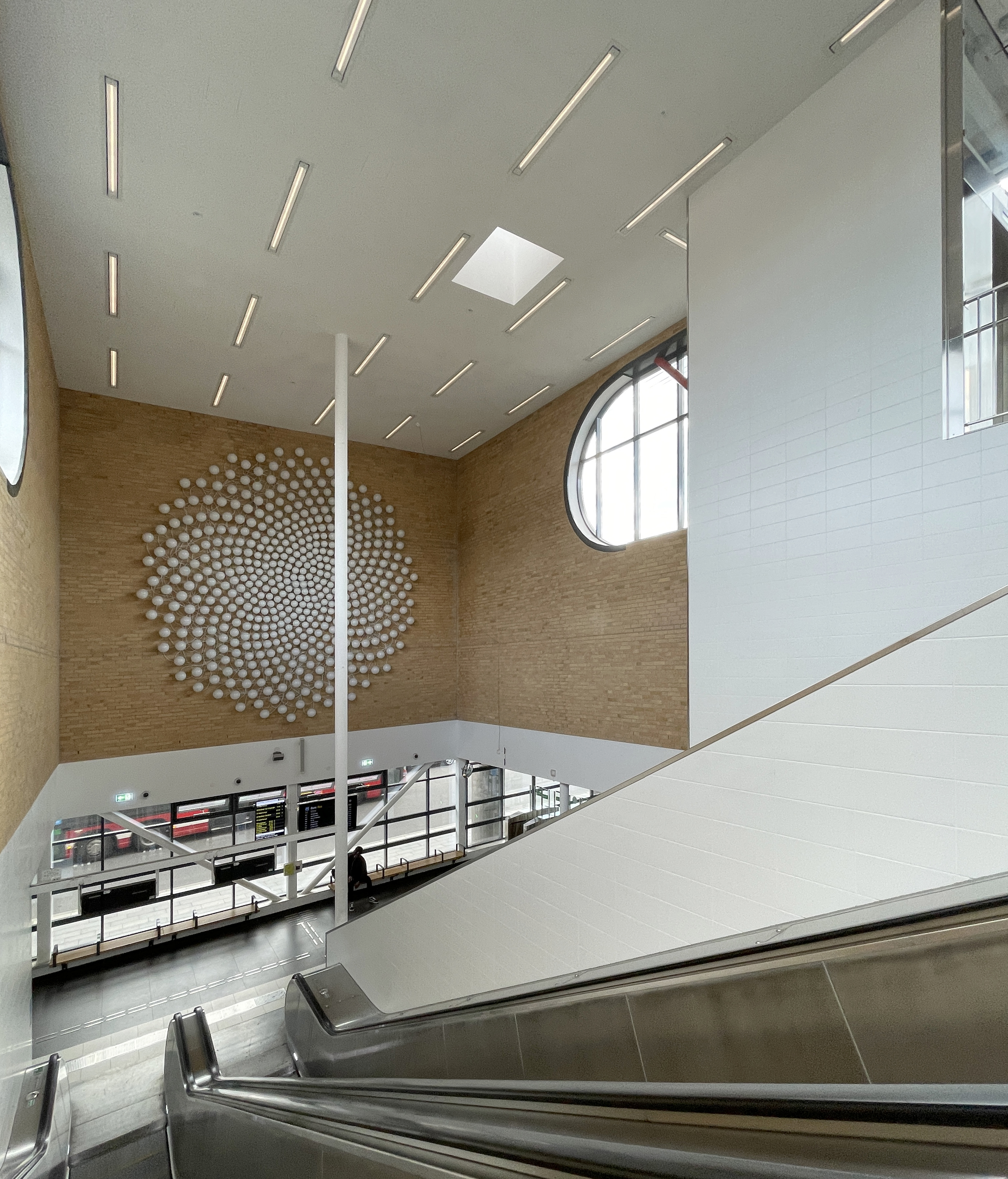
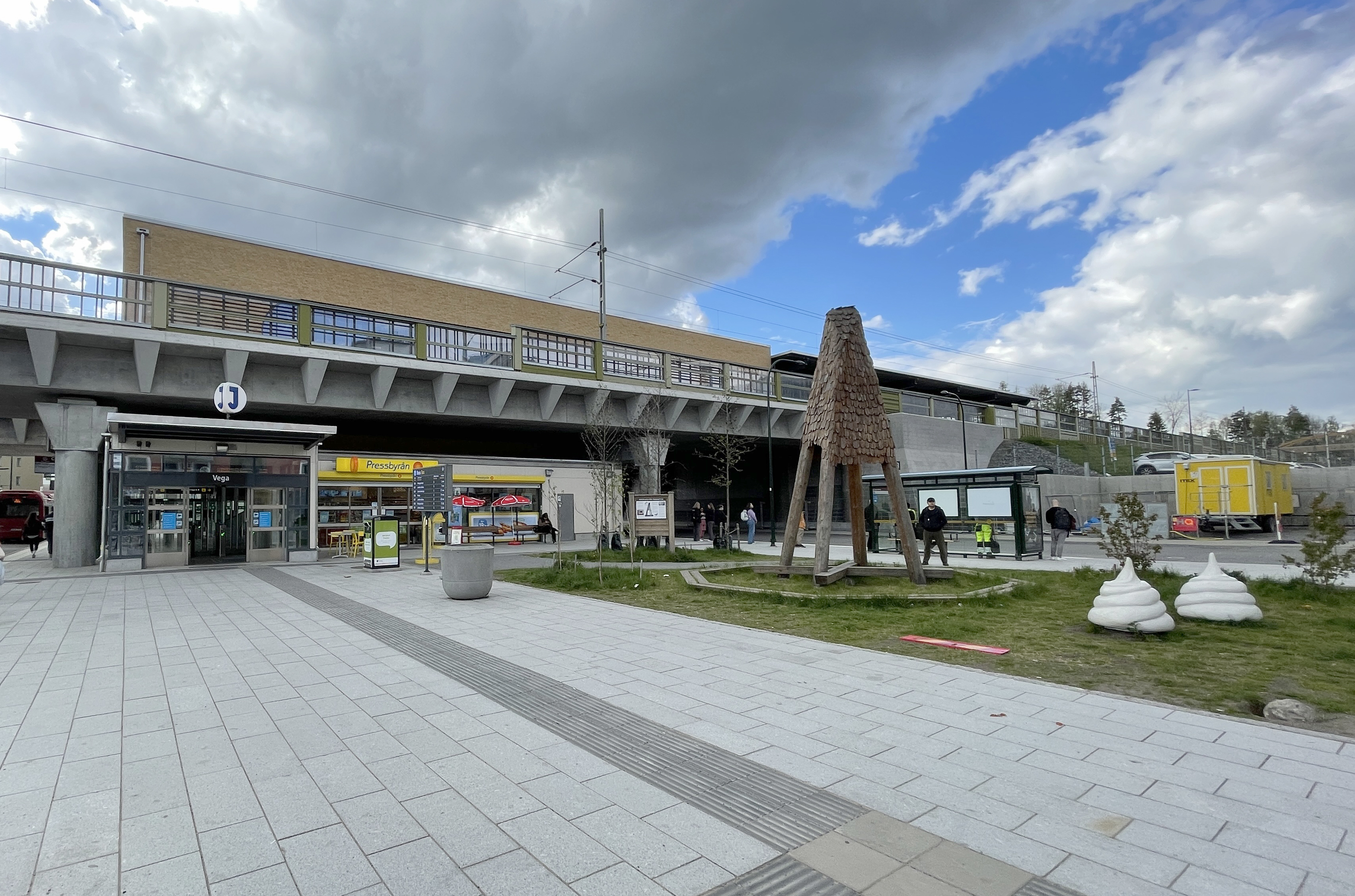
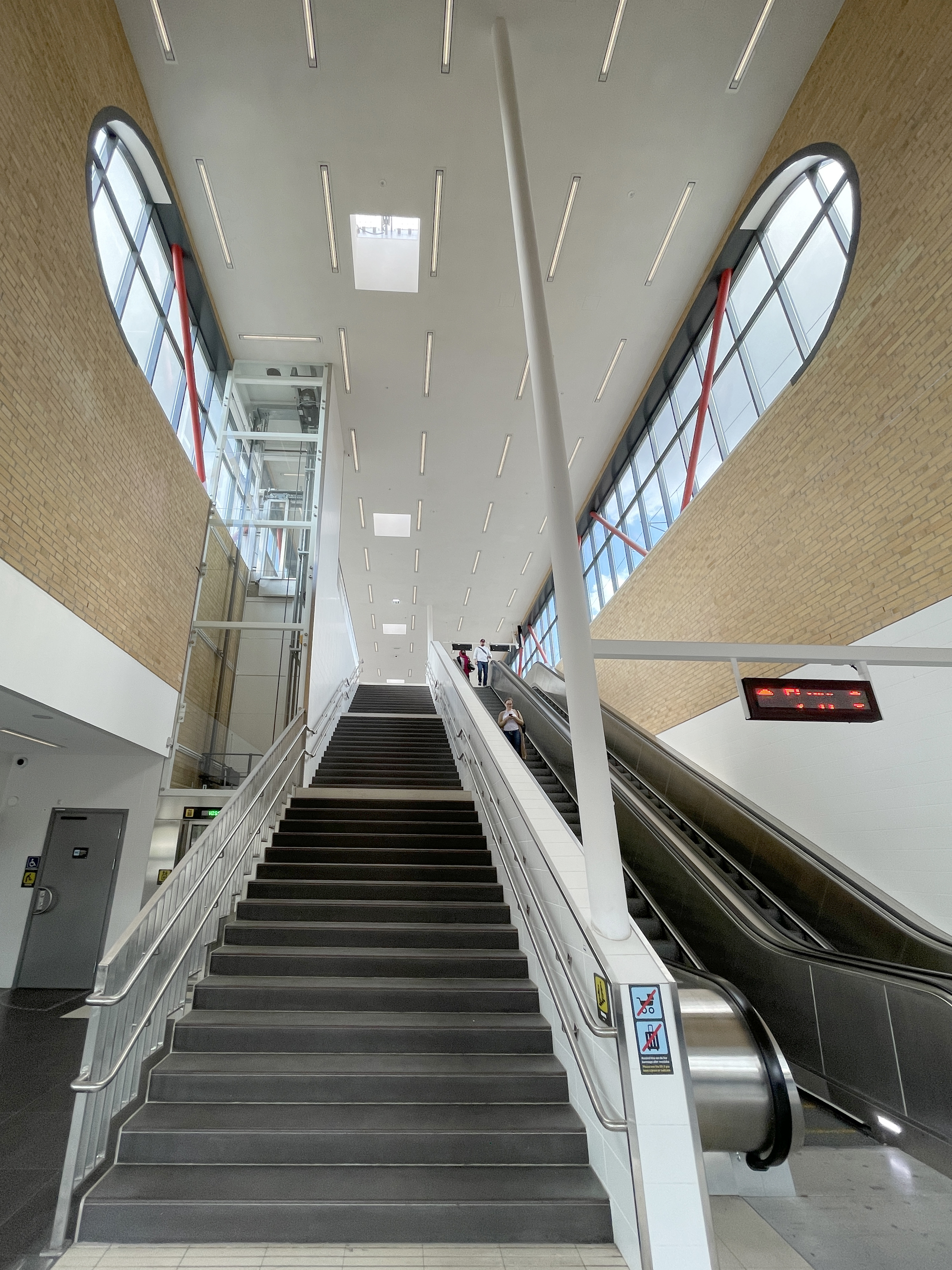
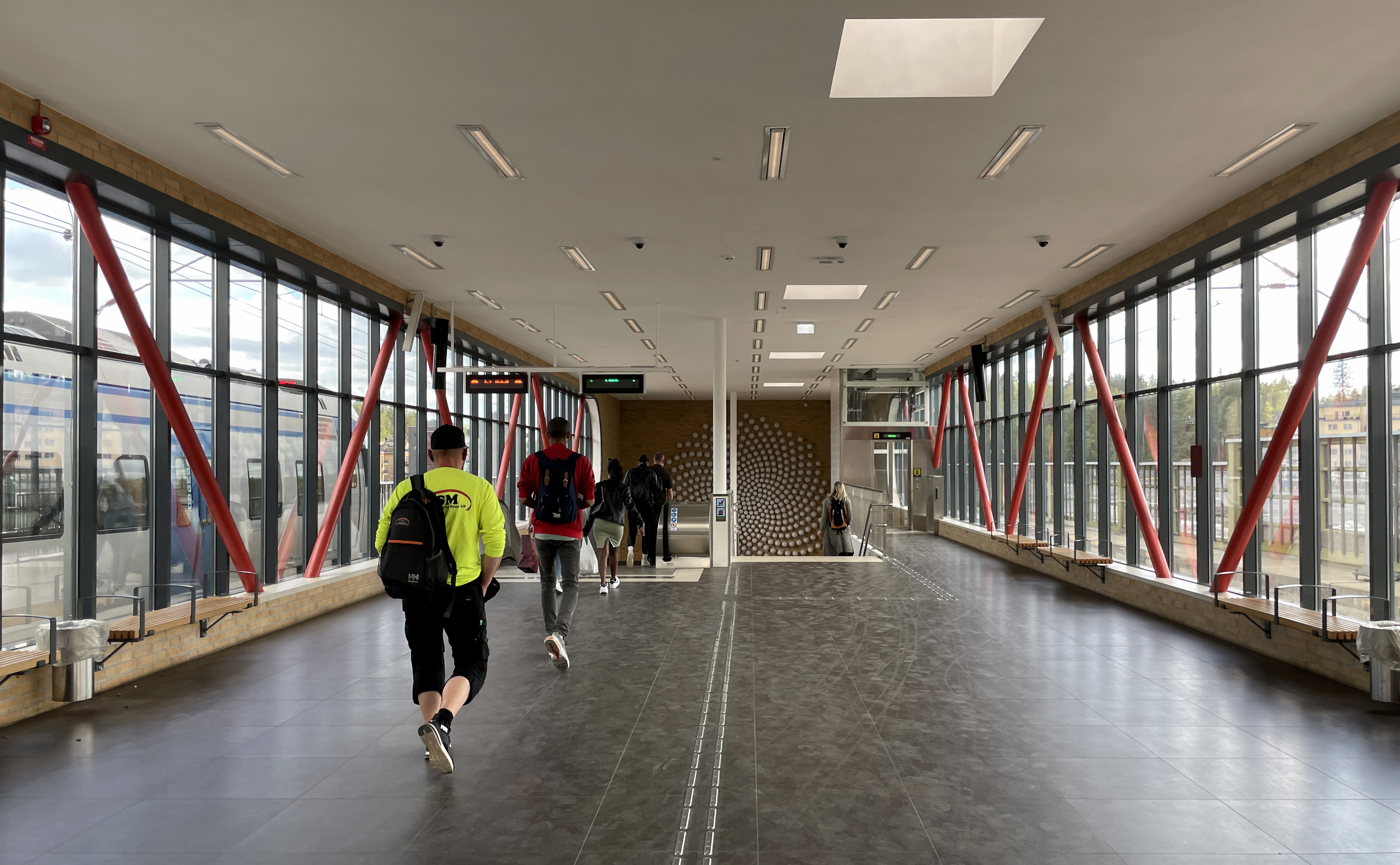